# Sinin-dong
Sinin-dong (koreanska: 신인동) är en stadsdel i staden Daejeon i  den centrala delen av Sydkorea, 145 km söder om huvudstaden Seoul. Den ligger i stadsdistriktet Dong-gu.